# Leptogium wilsonii
Leptogium wilsonii är en lavart som beskrevs av Zahlbr. Leptogium wilsonii ingår i släktet Leptogium och familjen Collemataceae.   Inga underarter finns listade i Catalogue of Life.